# Fußball-Oberliga Südwest 1985/86
Die Saison 1985/86 der Oberliga Südwest war die 8. Spielzeit der Fußball-Oberliga Südwest seit ihrer Wiedereinführung im Jahr 1978. Die Oberliga war zu diesem Zeitpunkt nach der Fußball-Bundesliga und der 2. Fußball-Bundesliga die dritthöchste Spielklasse in Deutschland. Die Meisterschaft sicherte sich Wormatia Worms mit einem Punkt Vorsprung auf den FSV Salmrohr. Da die Wormatia wegen verspäteter Einreichung von Unterlagen keine Lizenz für die 2. Bundesliga erhielt, durfte der FSV Salmrohr an der Aufstiegsrunde teilnehmen, in der er sich schließlich den Aufstieg in die zweithöchste Spielklasse sichern konnte.
Die Abstiegsränge belegten die Eisbachtaler Sportfreunde und TuS Mayen.
Die Aufsteiger waren der SV Edenkoben aus der Verbandsliga Südwest, der SV Leiwen aus der Rheinlandliga und die SSV Überherrn aus der Verbandsliga Saar. Aus der 2. Bundesliga gab es keine Absteiger, die der Oberliga Südwest zuzuordnen waren.

## Abschlusstabelle
| Pl. | Verein                    | Sp. | S  | U  | N  | Tore    | Diff. | Punkte |
| --- | ------------------------- | --- | -- | -- | -- | ------- | ----- | ------ |
| 1.  | Wormatia Worms            | 34  | 22 | 9  | 3  | 058:210 | +37   | 53:15  |
| 2.  | FSV Salmrohr              | 34  | 22 | 8  | 4  | 078:310 | +47   | 52:16  |
| 3.  | Eintracht Trier           | 34  | 20 | 12 | 2  | 077:300 | +47   | 52:16  |
| 4.  | SC Birkenfeld             | 34  | 19 | 7  | 8  | 059:390 | +20   | 45:23  |
| 5.  | FSV Mainz 05              | 34  | 18 | 5  | 11 | 066:360 | +30   | 41:27  |
| 6.  | VfL Hamm (N)              | 34  | 10 | 16 | 8  | 061:460 | +15   | 36:32  |
| 7.  | Borussia Neunkirchen      | 34  | 12 | 10 | 12 | 048:600 | −12   | 34:34  |
| 8.  | Hassia Bingen             | 34  | 11 | 11 | 12 | 049:510 | −2    | 33:35  |
| 9.  | 1. FC Kaiserslautern Am.  | 34  | 11 | 9  | 14 | 057:570 | ±0    | 31:37  |
| 10. | FK Pirmasens              | 34  | 12 | 7  | 15 | 048:580 | −10   | 31:37  |
| 11. | FK Clausen (N)            | 34  | 9  | 11 | 14 | 046:500 | −4    | 29:39  |
| 12. | Südwest Ludwigshafen      | 34  | 10 | 8  | 16 | 049:570 | −8    | 28:40  |
| 13. | Eintracht Bad Kreuznach   | 34  | 7  | 13 | 14 | 047:610 | −14   | 27:41  |
| 14. | FSV Saarwellingen (N)     | 34  | 7  | 13 | 14 | 055:720 | −17   | 27:41  |
| 15. | SV Elversberg             | 34  | 6  | 15 | 13 | 036:620 | −26   | 27:41  |
| 16. | ASC Dudweiler             | 34  | 8  | 9  | 17 | 048:810 | −33   | 25:43  |
| 17. | Eisbachtaler Sportfreunde | 34  | 7  | 8  | 19 | 044:700 | −26   | 22:46  |
| 18. | TuS Mayen                 | 34  | 6  | 7  | 21 | 039:830 | −44   | 19:49  |

| (N) | Aufsteiger aus der Verbandsliga 1984/85 |

## Kreuztabelle
In der Kreuztabelle sind alle Ergebnisse einer Spielzeit abzulesen. In der linken Spalte sind die Heimmannschaften aufgelistet, während in der oberen Zeile die jeweilige Gastmannschaft zu finden ist.
| 1985/86                   | Wormatia Worms | FSV Salmrohr | Eintracht Trier | SC Birkenfeld | FSV Mainz 05 | VfL Hamm | Borussia Neunkirchen | Hassia Bingen | 1. FC Kaiserslautern Am. | FK Pirmasens | FK Clausen | Südwest Ludwigshafen | Eintracht Bad Kreuznach | FSV Saarwellingen | SV Elversberg | ASC Dudweiler | Eisbachtaler Sportfreunde | TuS Mayen |
| ------------------------- | -------------- | ------------ | --------------- | ------------- | ------------ | -------- | -------------------- | ------------- | ------------------------ | ------------ | ---------- | -------------------- | ----------------------- | ----------------- | ------------- | ------------- | ------------------------- | --------- |
| Wormatia Worms            |                | 1:0          | 4:1             | 2:1           | 0:2          | 2:2      | 3:0                  | 4:0           | 2:0                      | 3:0          | 1:0        | 2:2                  | 3:1                     | 2:1               | 2:0           | 2:1           | 2:1                       | 2:0       |
| FSV Salmrohr              | 2:1            |              | 1:0             | 1:0           | 2:0          | 1:1      | 4:0                  | 2:0           | 3:0                      | 1:0          | 3:1        | 1:5                  | 3:1                     | 2:2               | 1:0           | 4:1           | 3:3                       | 6:0       |
| Eintracht Trier           | 0:0            | 1:0          |                 | 2:1           | 1:0          | 1:0      | 5:1                  | 4:2           | 1:1                      | 1:1          | 5:1        | 3:1                  | 1:1                     | 5:2               | 6:0           | 4:0           | 5:0                       | 8:1       |
| SC Birkenfeld             | 0:1            | 1:1          | 0:0             |               | 1:0          | 2:1      | 5:1                  | 2:1           | 1:1                      | 4:2          | 0:0        | 1:0                  | 1:0                     | 3:1               | 4:1           | 1:0           | 1:1                       | 2:1       |
| FSV Mainz 05              | 0:1            | 1:1          | 0:1             | 6:2           |              | 2:1      | 5:0                  | 2:2           | 1:0                      | 4:1          | 3:1        | 2:0                  | 0:1                     | 5:0               | 2:0           | 2:1           | 5:0                       | 1:4       |
| VfL Hamm                  | 0:0            | 2:2          | 2:2             | 1:1           | 3:2          |          | 3:1                  | 0:2           | 0:2                      | 0:1          | 3:2        | 3:0                  | 2:0                     | 7:2               | 0:0           | 1:3           | 1:1                       | 7:0       |
| Borussia Neunkirchen      | 0:4            | 0:0          | 0:1             | 0:1           | 1:1          | 3:3      |                      | 1:1           | 2:1                      | 3:2          | 1:0        | 1:1                  | 5:1                     | 2:2               | 2:1           | 3:1           | 2:0                       | 3:1       |
| Hassia Bingen             | 1:1            | 2:1          | 0:0             | 0:1           | 2:1          | 2:2      | 0:0                  |               | 5:1                      | 2:0          | 2:1        | 1:0                  | 1:1                     | 3:4               | 2:2           | 2:4           | 2:2                       | 1:0       |
| 1. FC Kaiserslautern Am.  | 0:3            | 1:2          | 3:4             | 1:3           | 0:2          | 2:2      | 0:4                  | 2:0           |                          | 3:1          | 1:4        | 1:2                  | 2:2                     | 4:4               | 5:0           | 4:0           | 5:1                       | 1:0       |
| FK Pirmasens              | 0:1            | 0:3          | 2:3             | 2:1           | 2:0          | 0:2      | 1:0                  | 0:1           | 2:1                      |              | 1:1        | 2:1                  | 2:2                     | 5:1               | 2:0           | 5:5           | 1:0                       | 2:0       |
| FK Clausen                | 0:3            | 0:2          | 0:0             | 1:2           | 0:0          | 0:0      | 3:1                  | 1:2           | 0:1                      | 0:0          |            | 1:0                  | 2:2                     | 2:3               | 0:0           | 3:1           | 3:1                       | 3:0       |
| Südwest Ludwigshafen      | 2:0            | 1:2          | 1:1             | 3:1           | 2:4          | 1:3      | 2:2                  | 1:4           | 1:1                      | 2:2          | 1:3        |                      | 2:3                     | 2:1               | 2:0           | 2:1           | 1:0                       | 1:1       |
| Eintracht Bad Kreuznach   | 0:0            | 1:2          | 1:2             | 5:0           | 3:7          | 3:3      | 0:1                  | 2:1           | 1:3                      | 3:1          | 1:3        | 1:1                  |                         | 0:0               | 3:1           | 1:1           | 3:0                       | 0:1       |
| FSV Saarwellingen         | 1:1            | 1:4          | 2:2             | 0:3           | 1:2          | 1:2      | 1:2                  | 1:1           | 1:1                      | 1:2          | 2:2        | 5:2                  | 4:0                     |                   | 0:0           | 1:1           | 2:0                       | 4:1       |
| SV Elversberg             | 1:2            | 0:6          | 0:0             | 2:2           | 0:0          | 2:1      | 2:2                  | 2:2           | 2:2                      | 4:1          | 1:1        | 1:0                  | 1:1                     | 1:1               |               | 2:1           | 3:3                       | 2:1       |
| ASC Dudweiler             | 0:0            | 0:6          | 0:4             | 1:5           | 2:0          | 1:1      | 2:0                  | 2:1           | 0:0                      | 1:3          | 2:4        | 1:3                  | 2:2                     | 0:0               | 3:3           |               | 4:3                       | 4:1       |
| Eisbachtaler Sportfreunde | 0:1            | 0:0          | 1:1             | 0:3           | 0:2          | 2:2      | 1:2                  | 2:1           | 0:4                      | 3:1          | 2:0        | 1:4                  | 2:0                     | 0:2               | 0:1           | 7:0           |                           | 3:1       |
| TuS Mayen                 | 2:2            | 4:6          | 1:2             | 0:3           | 0:2          | 0:0      | 2:2                  | 2:0           | 1:3                      | 1:1          | 3:3        | 1:0                  | 1:1                     | 3:1               | 2:1           | 1:2           | 2:4                       |           |

## Der Südwestmeister
| 1. | Wormatia Worms |
|    | Stephan Kuhnert (34 / -), Ralph Pfirrmann (- / -) – Józef Adamiec (10 / 1), Wolfgang Anthes (- / -), Günter Braun (34 / 7), Jürgen Fischer (29 / 1), Dieter Gutzler (34 / 18), Walfried Günther (34 / 1), Ralf Karb (31 / 3), Jürgen Klotz (34 / 9), Heinz Lubanski (1 / -), Georg Müller (34 / 1), Alfred Oehrlein (21 / -), Peter Ritzheim (3 / -), Heinz-Jürgen Schlösser (34 / 4), Bernhard Schwank (11 / -), Martin Simonis (32 / 12), Stefan Steinmetz (29 / -), Helmut Wagner (28 / 1), Michael Wolsiffer (2 / -). (Spiele / Tore) Trainer: Heiner Ueberle |

Am Abend des 16. Mai 1985 sicherte sich Wormatia Worms vor 7.500 Zuschauern durch einen 4:0-Heimsieg, dem siebten Sieg in Folge, über Hassia Bingen die Meisterschaft in der Oberliga Südwest. Noch im weiteren Verlauf des Abends verbreitete sich die Meldung, dass den Rheinhessen aufgrund nicht vollständig vorliegender Unterlagen die Lizenz für die 2. Bundesliga und somit auch die Teilnahme an der Aufstiegsrunde verweigert wurde. Stattdessen nahm die Wormatia an der deutschen Amateurmeisterschaft 1986 teil und schied dort im Halbfinale gegen den späteren Sieger aus.
|            | Gegner           | Hin | Rück | Gesamt | Torschützen         |
| 1. Runde   | Freiburger FC    | 2:1 | 2:2  | 4:3    | Gutzler (3), Wagner |
| Halbfinale | BVL 08 Remscheid | 0:3 | 1:2  | 1:5    | Klotz               |

Als Konsequenz der verweigerten Lizenz war schon in der Woche nach der Meisterschaft der Rücktritt des 1. Vorsitzenden Wolfgang Sitter zu verzeichnen, dessen Nachfolge Helmut Rödler übernahm. Trotz der großen Enttäuschung innerhalb der Mannschaft – „Wir verstanden die Welt nicht mehr, wollten eigentlich unsere Fußballschuhe an den Nagel hängen.“ – blieb diese der Wormatia aus Verbundenheit zu Trainer Heiner Ueberle in großen Teilen erhalten. Nur die beiden besten Torschützen Dieter Gutzler (SV Darmstadt 98) und Martin Simonis (FV Speyer) mussten durch Uwe Eckel (Amicitia Viernheim) und Bernd Nathmann (SV Sandhausen) ersetzt werden. So gelang es den Wormsern auch in der folgenden Saison, in der man nur aufgrund der schlechteren Tordifferenz gegenüber Eintracht Trier scheiterte, lange Zeit um die Südwestmeisterschaft mitzuspielen.

## Der Aufsteiger
| 2. | FSV Salmrohr |
|    | Alfred Wahlen, Helmut Wahlen – Klaus-Dieter Augst, Erwin Berg, Harald Blasius, Raimund Brittner, Edwin Gräfen, Dirk Hartmann, Herbert Herres, Bernd Hilgers, Bernd Hölzenbein, Heinrich Irmisch, Johannes Kappes, Werner Kartz, Rüdiger Otte, Manfred Plath, Thomas Reiland, Michael Rütt, Edgar Schmitt, Alfred Schömann, Matthias Schömann, Harald Spang, Thomas Streit, Christoph Thiel, Klaus Toppmöller, Alfred Weyland Trainer: Robert Jung |

Weil Wormatia Worms die Teilnahme an der Aufstiegsrunde verweigert wurde, rückte der Vizemeister der Oberliga Südwest nach. Den zweiten Platz hatte der FSV Salmrohr am letzten Spieltag durch einen 6:0-Auswärtssieg beim ASC Dudweiler erobern können. Da Konkurrent Eintracht Trier sein Heimspiel gegen die Eisbachtaler Sportfreunde „nur“ mit 5:0 gewann, war der sechste Salmrohrer Treffer in Dudweiler, erzielt von Klaus Toppmöller, entscheidend im Kampf um die Vizemeisterschaft. Toppmöller war auch über die gesamte Saison gesehen mit 22 Treffern der erfolgreichste Torschütze des FSV. In der Aufstiegsrunde 1985/86 traf die Mannschaft aus dem Salmtal auf TSV 1860 München, Kickers Offenbach und SSV Ulm 1846.
|                   | Gegner            | Hinspiel | Rückspiel | Torschützen                       |
| SSV Ulm 1846      | SSV Ulm 1846      | 3:1      | 0:2       | Augst, Schmitt, Brittner          |
| Kickers Offenbach | Kickers Offenbach | 2:2      | 2:2       | Augst, Brittner / Schmitt, Herres |
| TSV 1860 München  | TSV 1860 München  | 2:0      | 1:0       | Augst, Schmitt / Schmitt          |

Mit 8:4 Punkten und 10:7 Toren belegte Salmrohr den zweiten Platz dieser Gruppe, womit der Aufstieg in die 2. Bundesliga gesichert wurde. Entscheidend war dabei ein 2:2 nach 0:2-Rückstand im Heimspiel gegen Kickers Offenbach am 5. Spieltag. Mit diesem Unentschieden war garantiert, dass Salmrohr am letzten Spieltag der Aufstiegsrunde nicht mehr vom zweiten Rang verdrängt werden konnte. Bernd Hölzenbein erinnert sich folgendermaßen an dieses Spiel:
„Das Spiel war in Salmrohr und der FSV brauchte noch einen Punkt, um den Aufstieg perfekt zu machen. Ich war seit der Winterpause in Salmrohr, konnte aber monatelang nicht spielen. Offenbach führte 2:0, ich kam ein paar Minuten vor Schluss rein - und die Offenbacher wurden nun richtig nervös. Da machten wir irgendwie kurz vor Schluss das 2:2 - das hat gereicht. Ich hatte überhaupt keinen Ballkontakt, glaube ich. Bei der Aufstiegsfeier war ich dabei, auch wenn ich ja keinen Anteil hatte.“
Die Heimspiele des FSV Salmrohr in der Aufstiegsrunde verfolgten insgesamt 16.500 Zuschauer, was einem Zuschauerschnitt von 5.500 Zuschauern entspricht. Mehr als fünfmal so viele, wie in der regulären Saison (917). Nach dem gelungenen Aufstieg war das unter anderem durch Michael Kaul und Norbert Rolshausen ergänzte Team chancenlos und musste als Tabellenletzter der 2. Bundesliga 1986/87 die Rückkehr in die Oberliga Südwest antreten.